# Gare de Valga
La gare de Valga est une gare ferroviaire située à Valga en Estonie.

## Situation ferroviaire
Elle se trouve sur la ligne ferroviaire Tartu – Valga et la ligne ferroviaire Valga – Riga ; elle se trouve à la frontière avec la Lettonie.

## Histoire
En 1886, le ministre de la guerre russe décidait de faire construire une ligne reliant Riga à Pskov, avec une connexion vers Tartu. La ligne fut concédée à la Compagnie des chemins de fer de Riga à Pskov, qui installait son dépôt et ses ateliers à Valga. La ligne fut mise en service le 22 juillet jul. / 3 août grég. 1889. Les deux compagnies fusionnèrent et furent nationalisées en 1893.
Dans les années qui suivirent, plusieurs courtes voies furent construites : En 1896, de Rakvere à Kunda où se situe une importante cimenterie (19,4 km) ; en 1899, de Sonda à Aseri où se situait aussi une importante cimenterie (12,8 km), en 1905 une ligne de Keila vers Riisipere et Haapsalu (77,4 km).

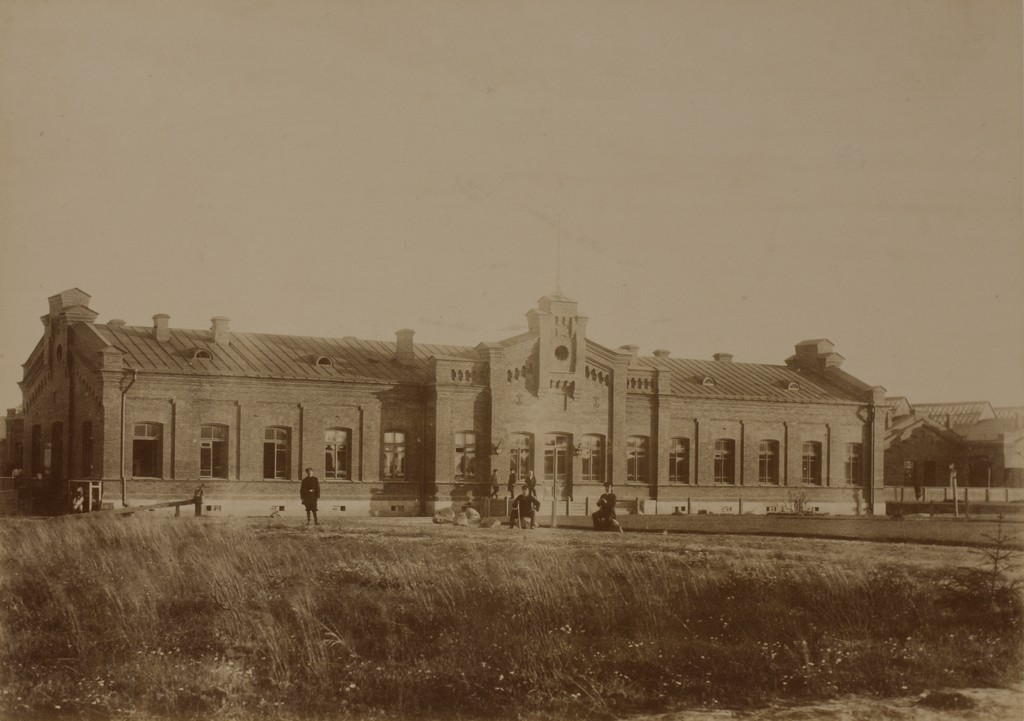
La gare en 1889.